# 松原"マツキチ"寛
松原"マツキチ"寛（まつばら まつきち ひろし）は、宮城県出身の日本のドラマー、パーカッショニスト。中学時代にドラムを始める。ニューオリンズ好きを公言している。CANOPUSとエンドース契約を結んでおり、2014年シグネチャースネアが発売された。

## 概要
The FUNKY PERMANENTS、Superfly、ゆずなどのドラマー。
『リズム&ドラム・マガジン』（リットーミュージック）2009年10月号にてアーティスト特集として単独記事が組まれている。
同誌2010年6月号では愛用の楽器を紹介する記事で登場。
同じく2012年2月号では日本のドラマー6人による3組のスペシャル対談として対談記事が掲載された。